# Lockheed XP-49
El Lockheed XP-49 (Model 522 de la compañía) fue una progresión del P-38 Lightning por un caza en respuesta a la propuesta 39-775 del Cuerpo Aéreo del Ejército de los Estados Unidos. Destinado a utilizar el nuevo motor Pratt & Whitney X-1800 de 24 cilindros, esta propuesta, que era por un avión sustancialmente similar al P-38, fue designado XP-49, mientras que al competidor Grumman Model G-46 le fue concedido el segundo lugar y designado XP-50.

## Desarrollo
Ordenado en octubre de 1939 y aprobado el 8 de junio de 1940, el XP-49 presentaba una cabina presurizada y un armamento de dos cañones y cuatro ametralladoras de 12,7 mm. A los dos meses de la firma del contrato, se tomó la decisión de sustituir el X-1800 por el Continental XI-1430-1 (o IV-1430). El XP-49, 40-3055, voló por primera vez el 11 de noviembre de 1942. El prototipo realizó un aterrizaje forzoso el 1 de enero de 1943, cuando la pata del tren de babor falló en bloquearse debido a un fallo combinado de los sistemas hidráulico y eléctrico. La siguiente vez que voló el XP-49 fue el 16 de febrero del mismo año, después de realizarse reparaciones. Los datos de vuelo preliminares mostraron que las prestaciones no eran lo suficientemente mejores que las de los P-38 de producción, especialmente dado el cuestionable futuro del motor XI-1430, como para justificar la interrupción de la línea de producción para introducir un avión de un nuevo modelo. La consideración de una producción en cantidad fue abandonada posteriormente.
El avión fue volado a Wright Field, y tras varios problemas, se paralizó cualquier trabajo adicional en el XP-49.

## Operadores
Estados Unidos
- Fuerzas Aéreas del Ejército de los Estados Unidos

## Especificaciones

### Características generales
- Tripulación: Dos
- Longitud: 12,2 m (40 ft)
- Envergadura: 15,8 m (51,8 ft)
- Altura: 3 m (9,8 ft)
- Superficie alar: 30 m² (322,9 ft²)
- Peso vacío: 6990 kg (15 406 lb)
- Peso cargado: 8505 kg (18 745 lb)
- Planta motriz: 2× motor lineal V-12 invertido refrigerado por líquido Continental XI-1430-1.
  - Potencia: 1193 kW (1645 HP; 1622 CV) cada uno.

### Rendimiento
- Velocidad máxima operativa (Vno): 653 km/h (406 MPH; 353 kt) a 4570 m
- Alcance: 1093 km (590 nmi; 679 mi)
- Régimen de ascenso: 16,8 m/s (3307 ft/min)

### Armamento
- Ametralladoras: 

  - 2 de 12,7 mm

- Cañones: 

  - 2 de 20 mm

## Aeronaves relacionadas

### Desarrollos relacionados
- P-38 Lightning

### Aeronaves similares
- Grumman XP-65

### Secuencias de designación
- Secuencia P-_ (Cazas (Pursuit) del USAAC/USAAF/USAF, 1924-1962): ← XP-46 - P-47 - XP-48 - XP-49 - XP-50 - P-51 - XP-52 →